# Ganimedes (mitología)

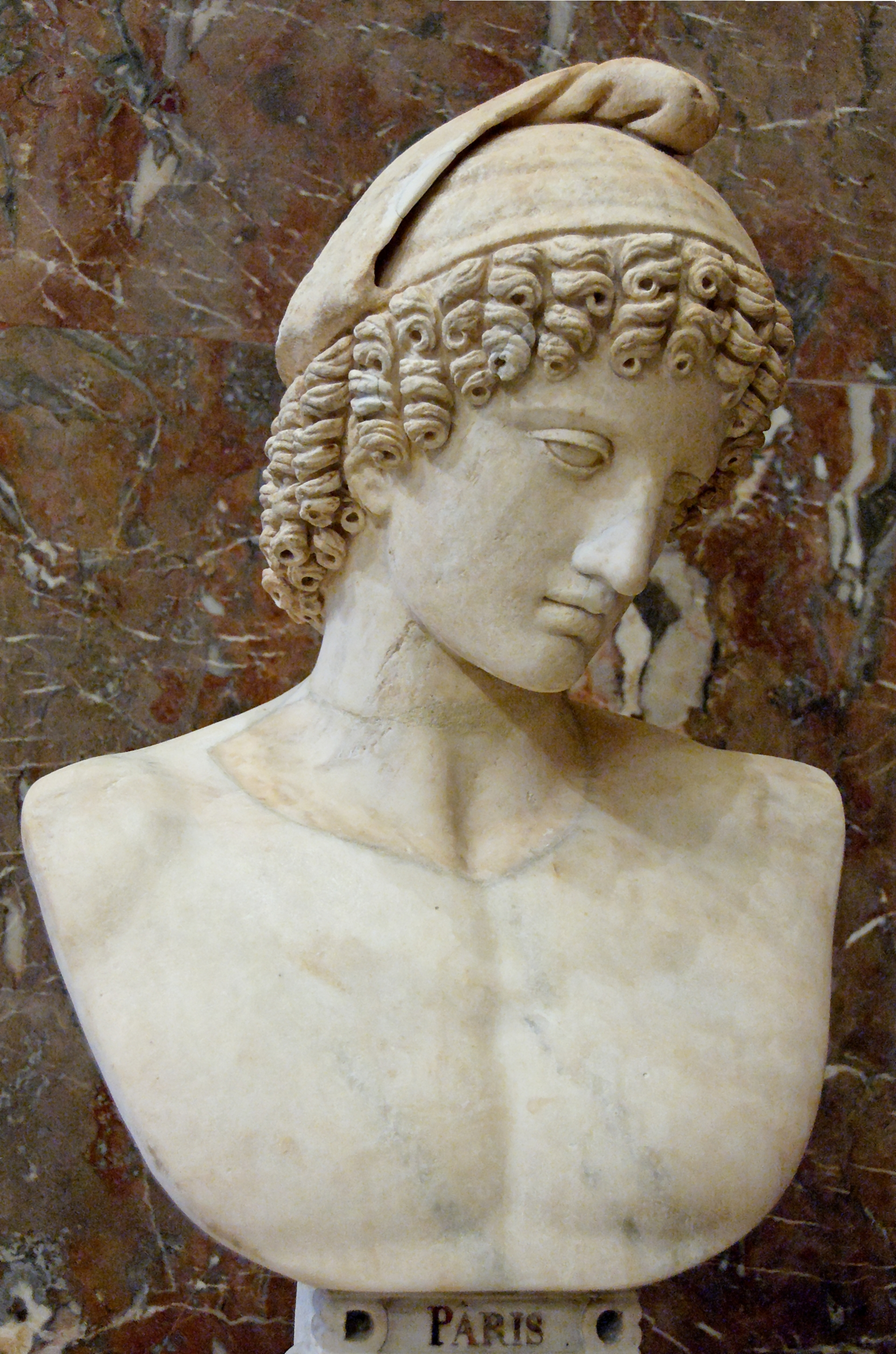
Busto de Ganimedes. Obra romana de época imperial. Museo del Louvre, París.

En la mitología griega, Ganimedes era un héroe divino originario de la Tróade, hijo de Tros, rey de Troya. 
Era de inusual belleza. Fue raptado o bien por un águila al servicio de Zeus o bien por Zeus mismo que tomó la forma de águila o bien, según un relato cretense, por Minos. En el Olimpo servía de copero a los dioses. En compensación, Zeus le dio al padre de Ganimedes unas yeguas de la mejor crianza o bien una vid de oro.
Homero describe a Ganimedes como el más hermoso de los príncipes troyanos:

«Ganimedes, comparable a un dios, que fue el más bello de los hombres mortales. Lo raptaron los dioses, para que fuera escanciador de Zeus, por su belleza y para que conviviera con los inmortales».
Homero: Ilíada, XX, 233-235.

Las formas más tempranas del mito no tienen contenido erótico, pero para el siglo V a. C. se creía que el secuestrador de Ganimedes sentía pasión homosexual por él. Sócrates dice que Zeus estaba enamorado de Ganimedes, llamado «deseo» en Platón. El mito sirvió de símbolo para la costumbre social griega de la pederastia, la relación romántica entre un varón adulto y un varón adolescente. La forma latinizada de Ganimedes era Catamitus, de la que deriva la palabra catamito. 
El rapto de Ganimedes fue un tema popular en vasos áticos del siglo V a. C.. Más tarde se lo identificó con la constelación de Acuario.

## Etimología

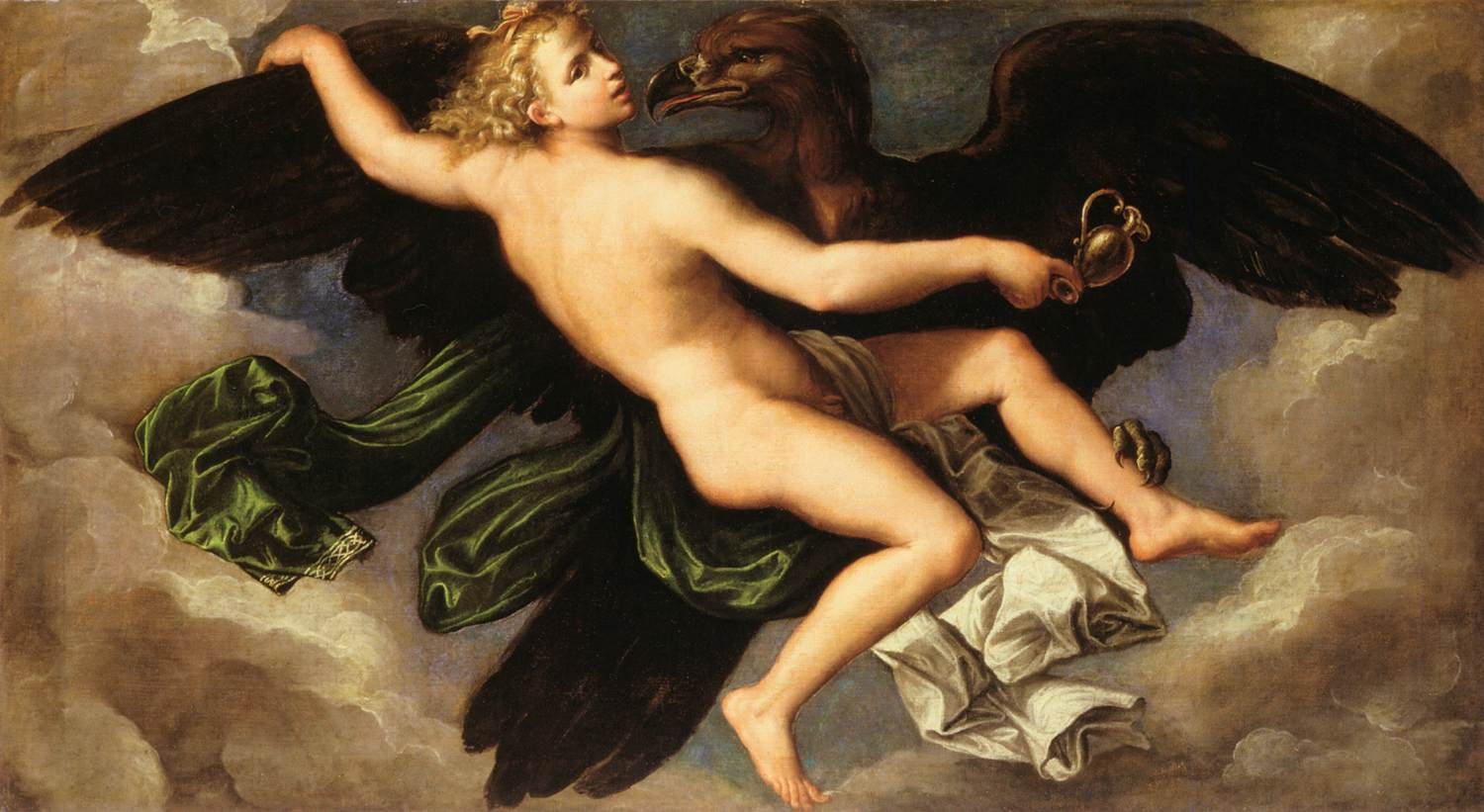
El rapto de Ganimedes (1543-1544). Óleo de Girolamo da Carpi.

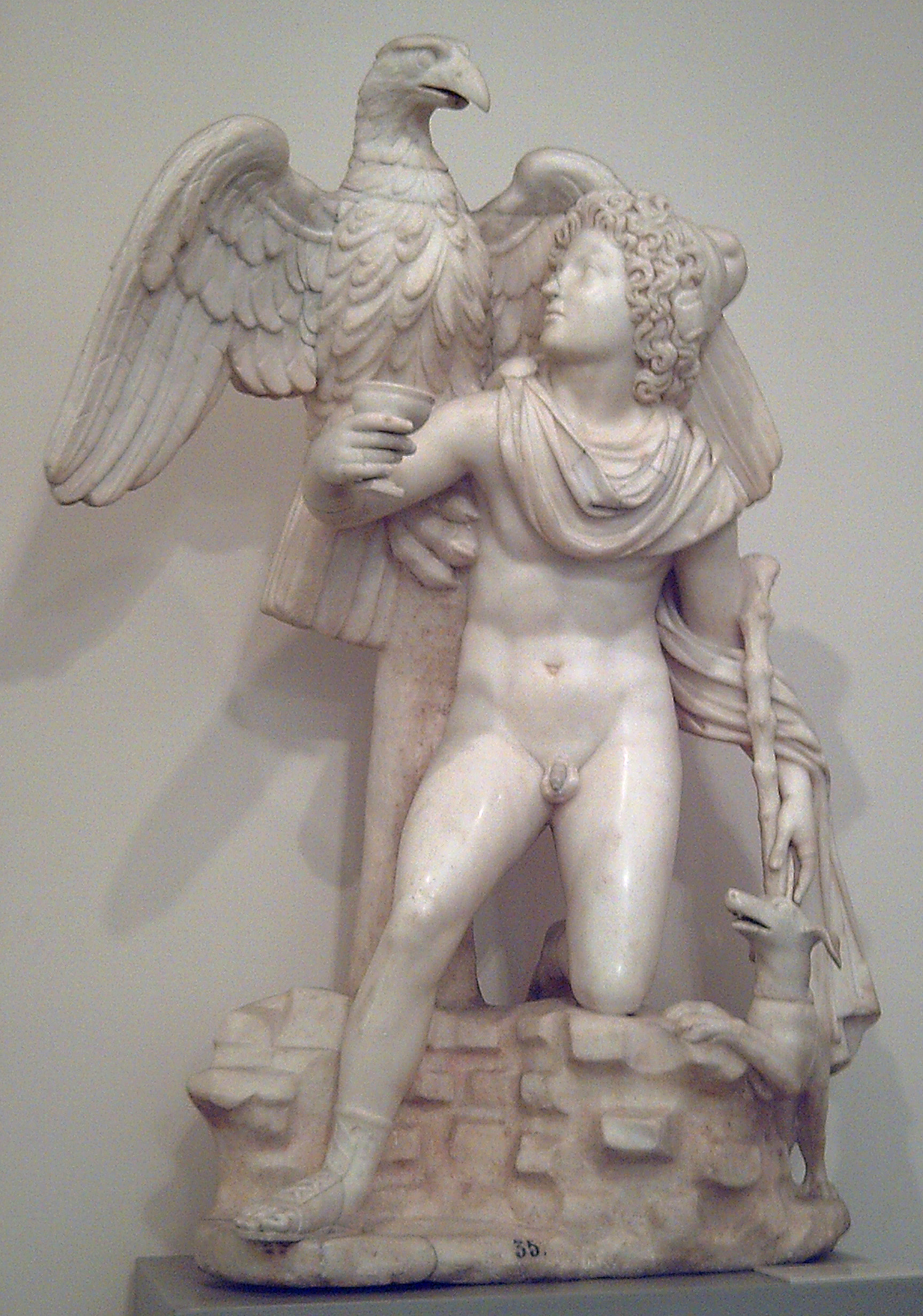
Escultura romana que representa el rapto de Ganimedes. Real Academia de Bellas Artes de San Fernando (Madrid).

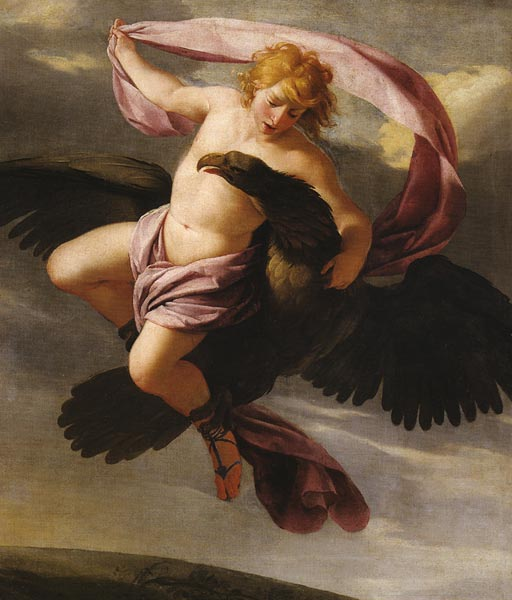
El rapto de Ganimedes (1650). Óleo de Eustache Le Sueur.

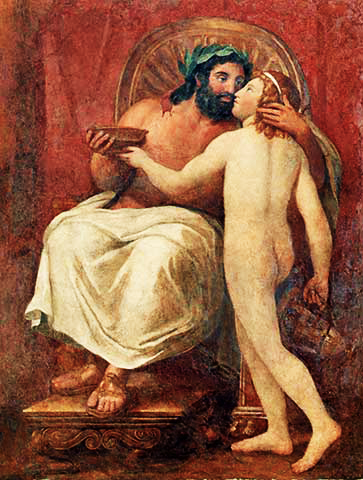
Zeus y Ganimedes (1758-1759), de Anton Raphael Mengs.

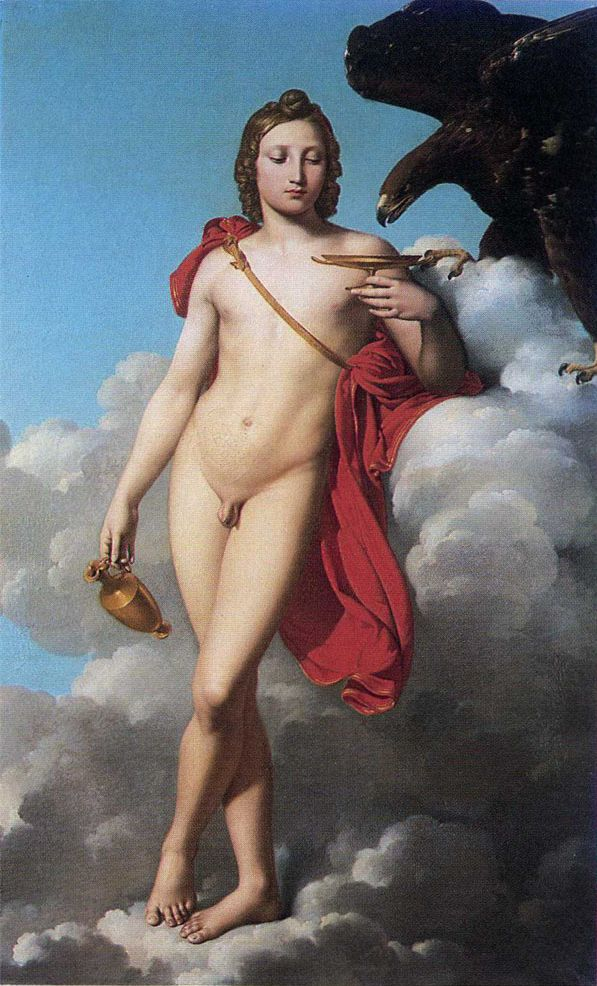
Ganimedes (circa 1810), de Jean-Pierre Granger.

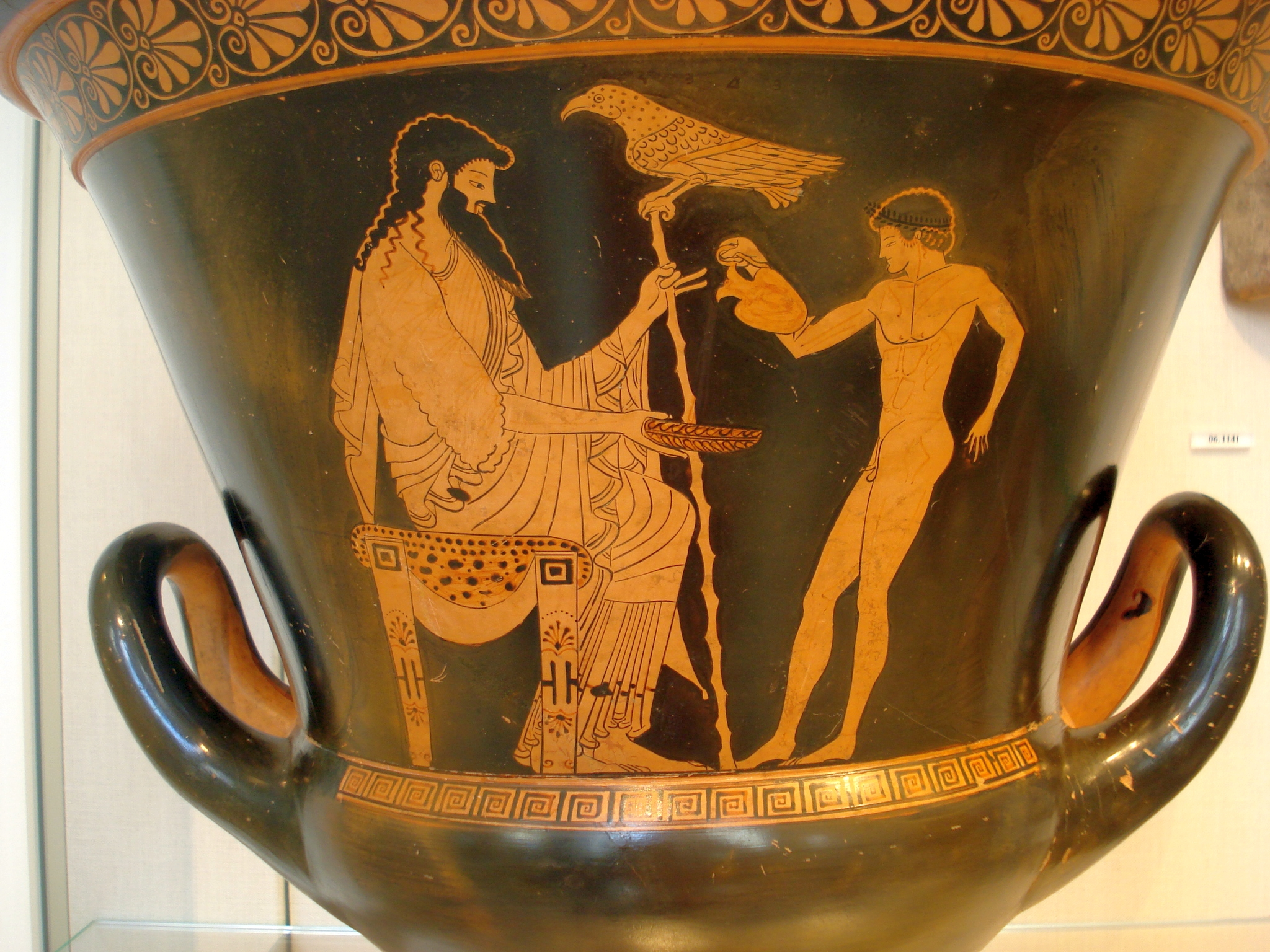
Ganimedes vertiendo una libación a Zeus, en una crátera griega del

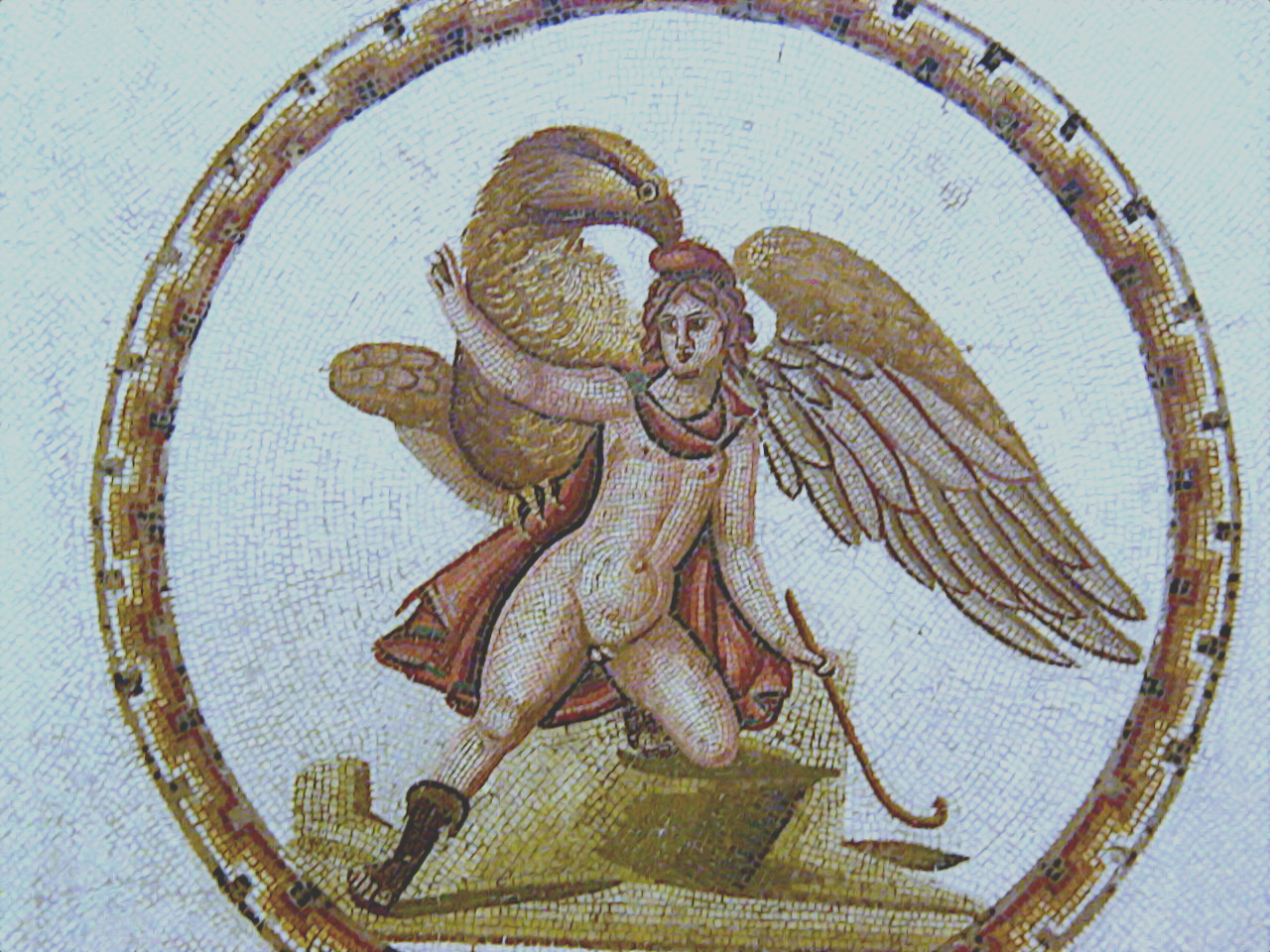
Mosaico romano que representa el rapto de Ganimedes. Museo de Sousse.

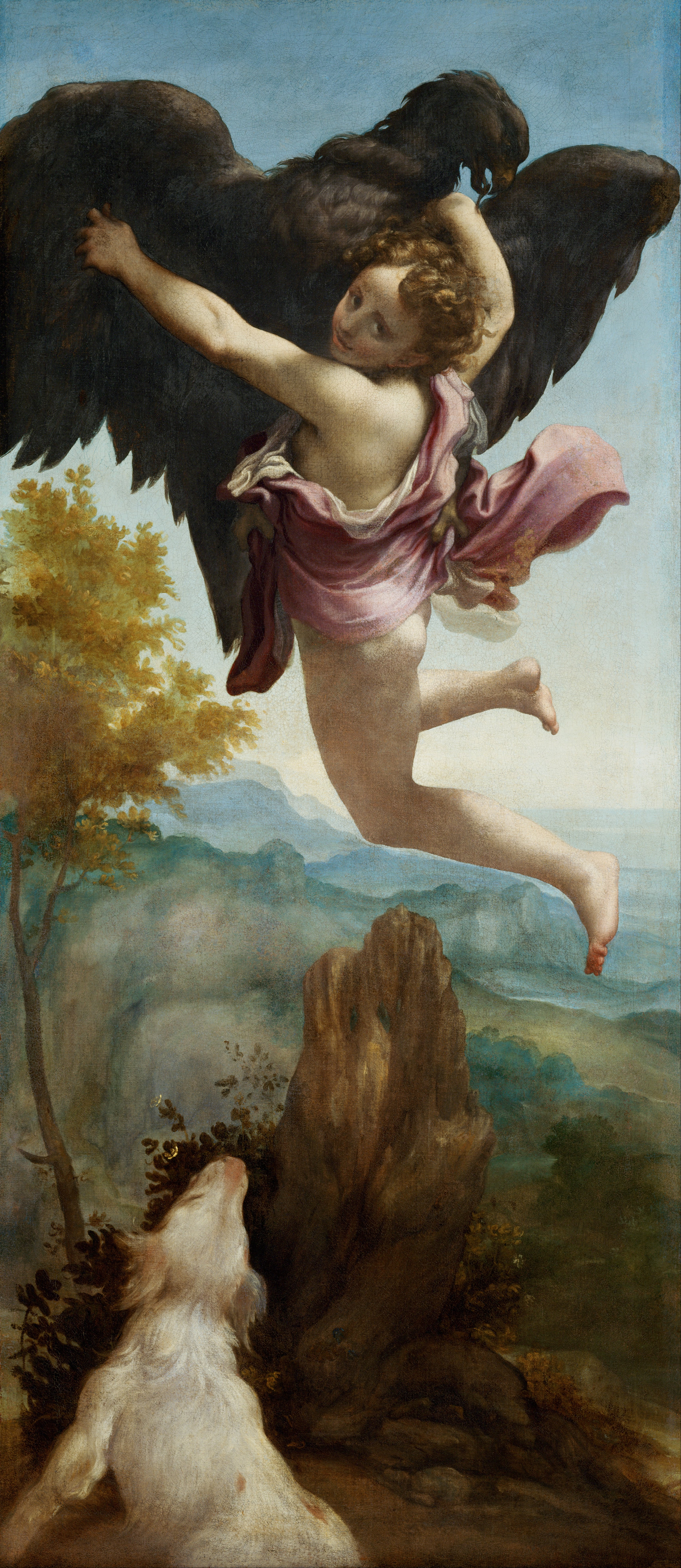
Ganimedes, de Correggio (1531).

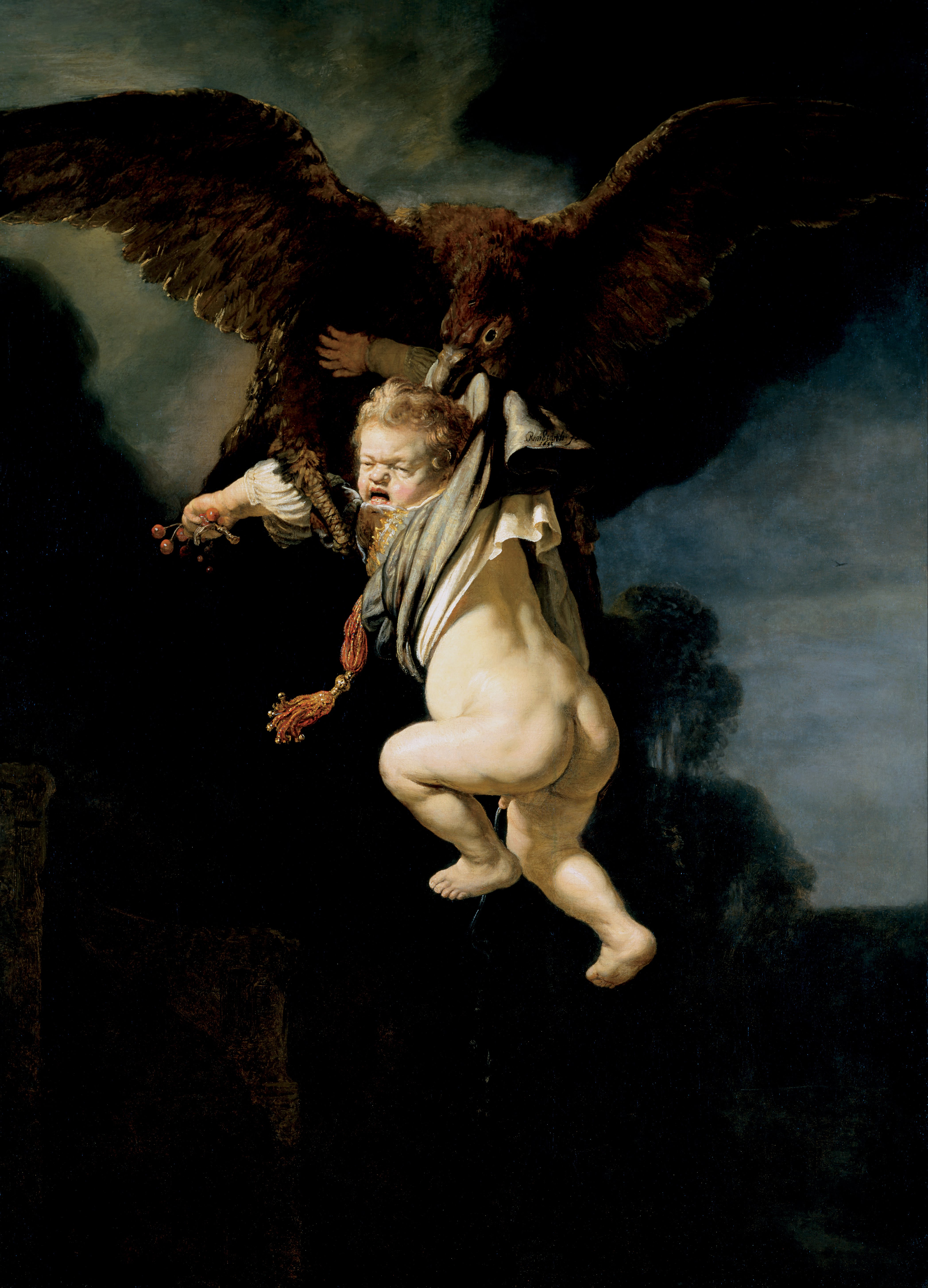
Rapto de Ganimedes, de Rembrandt (1635).

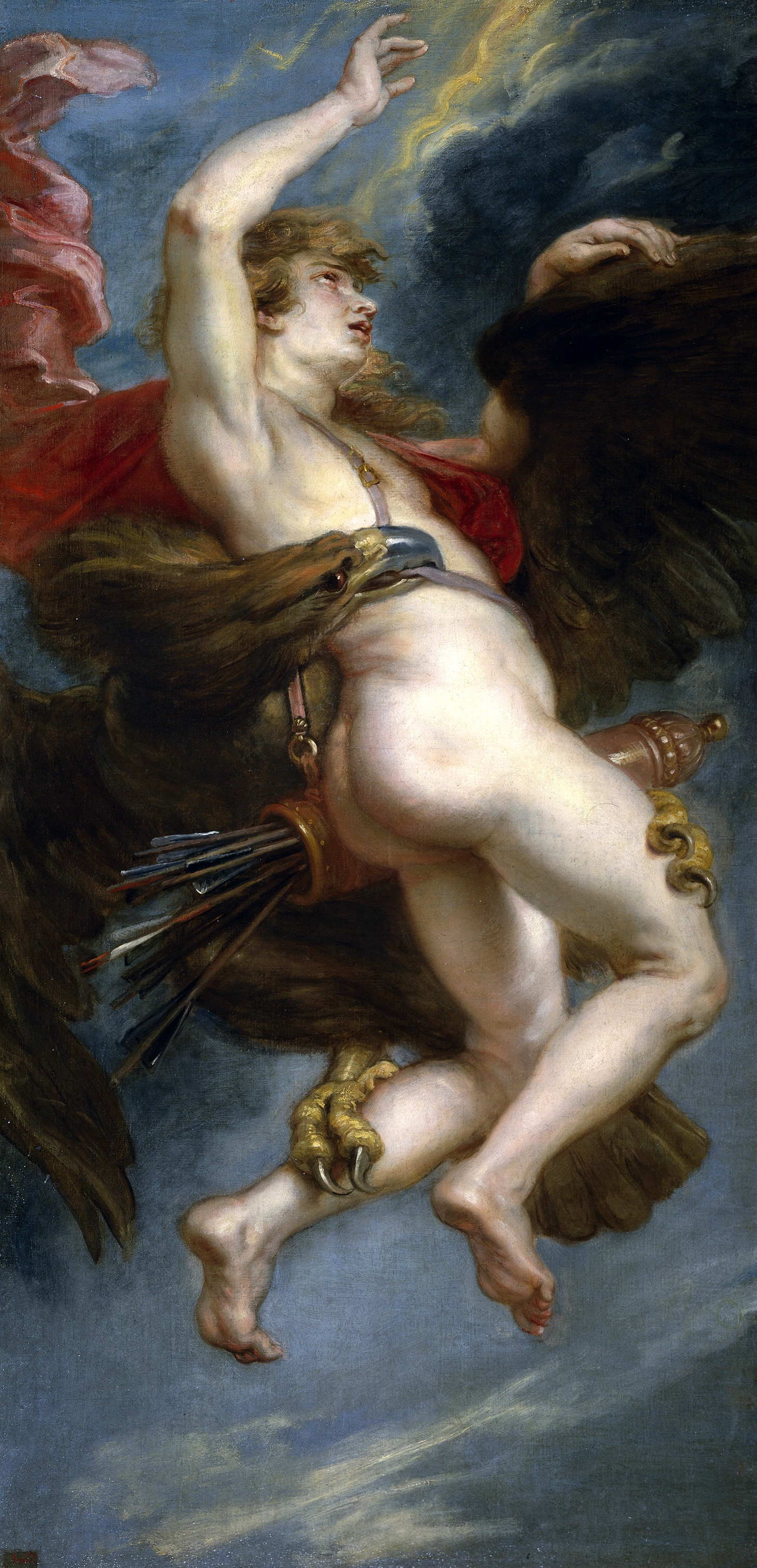
El rapto de Ganimedes, de Rubens (1636-1638).

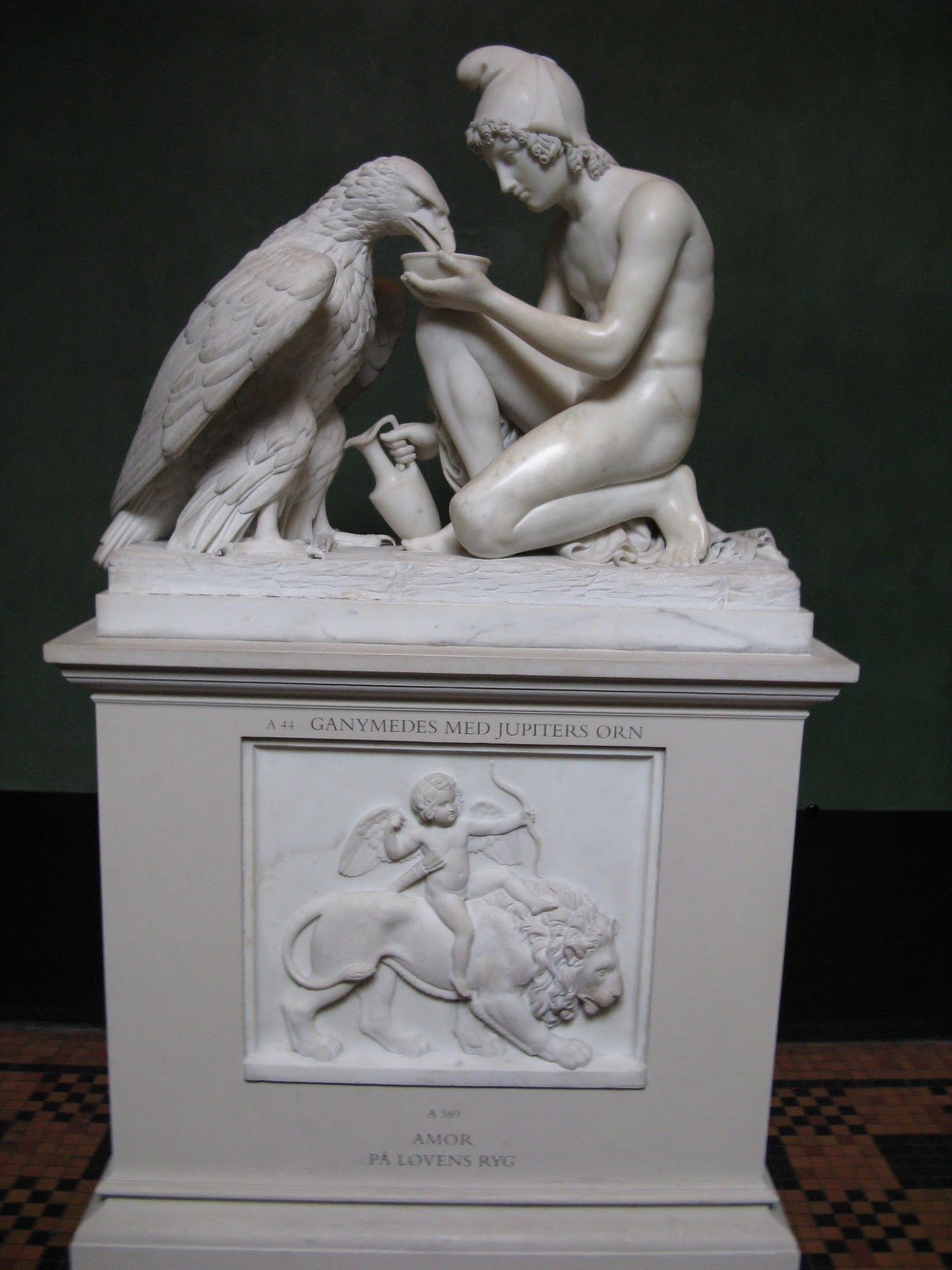
Ganimedes y el águila de Bertel Thorvaldsen, 1817.

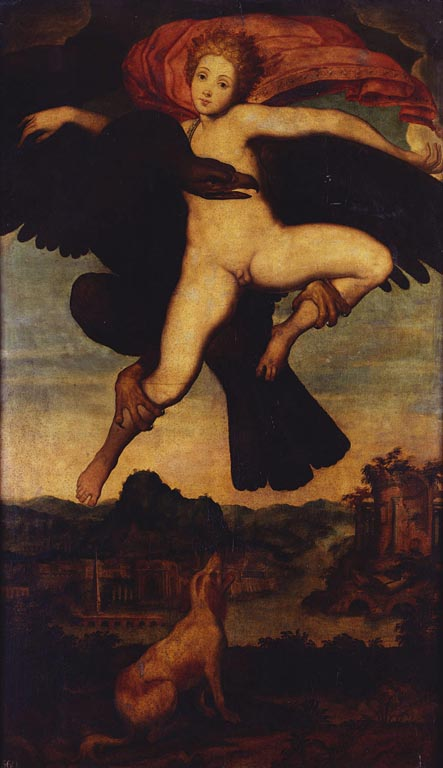
El rapto de Ganimedes. Autor anónimo..

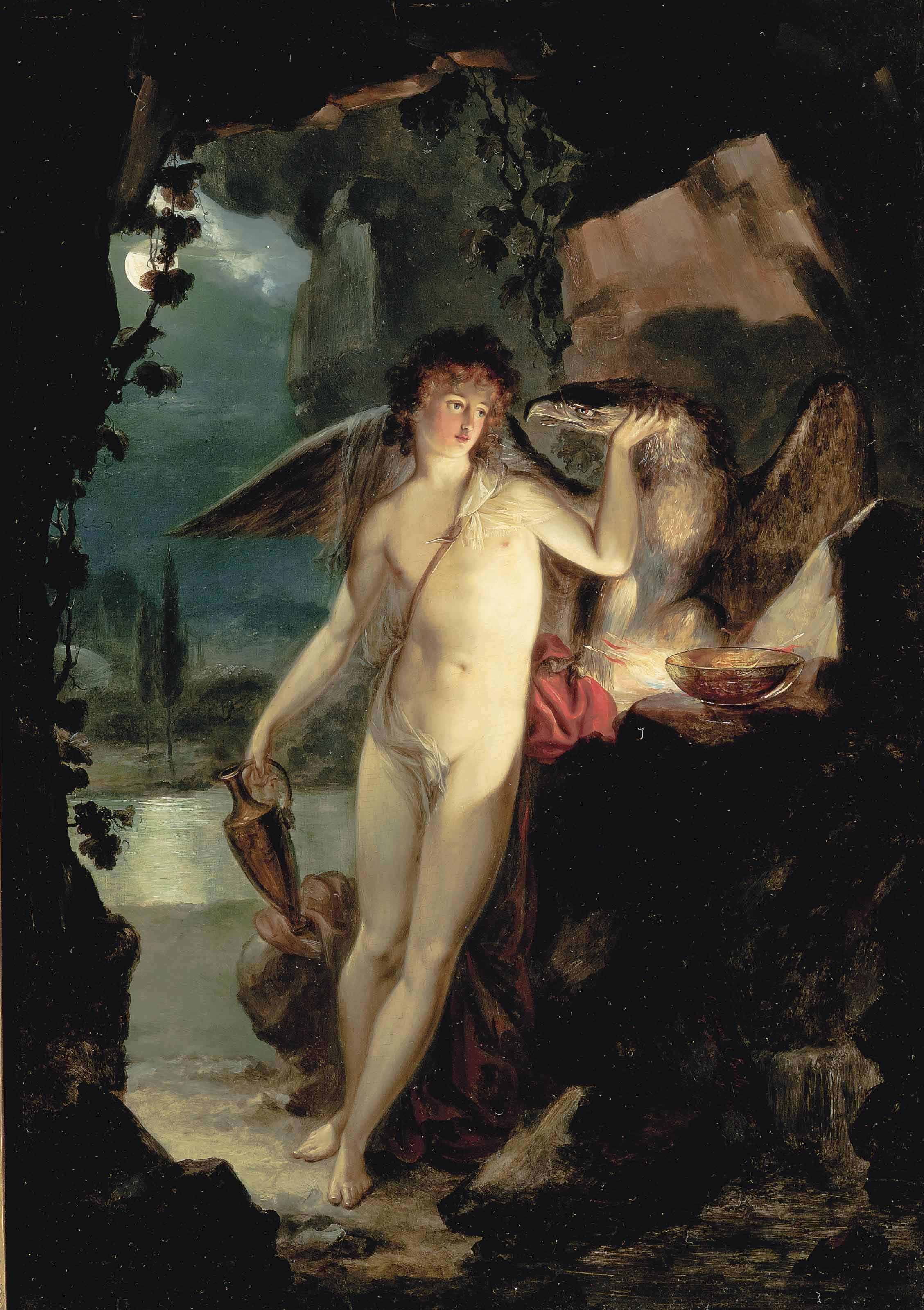
Ganimedes de Edward Stroehling, 1801.

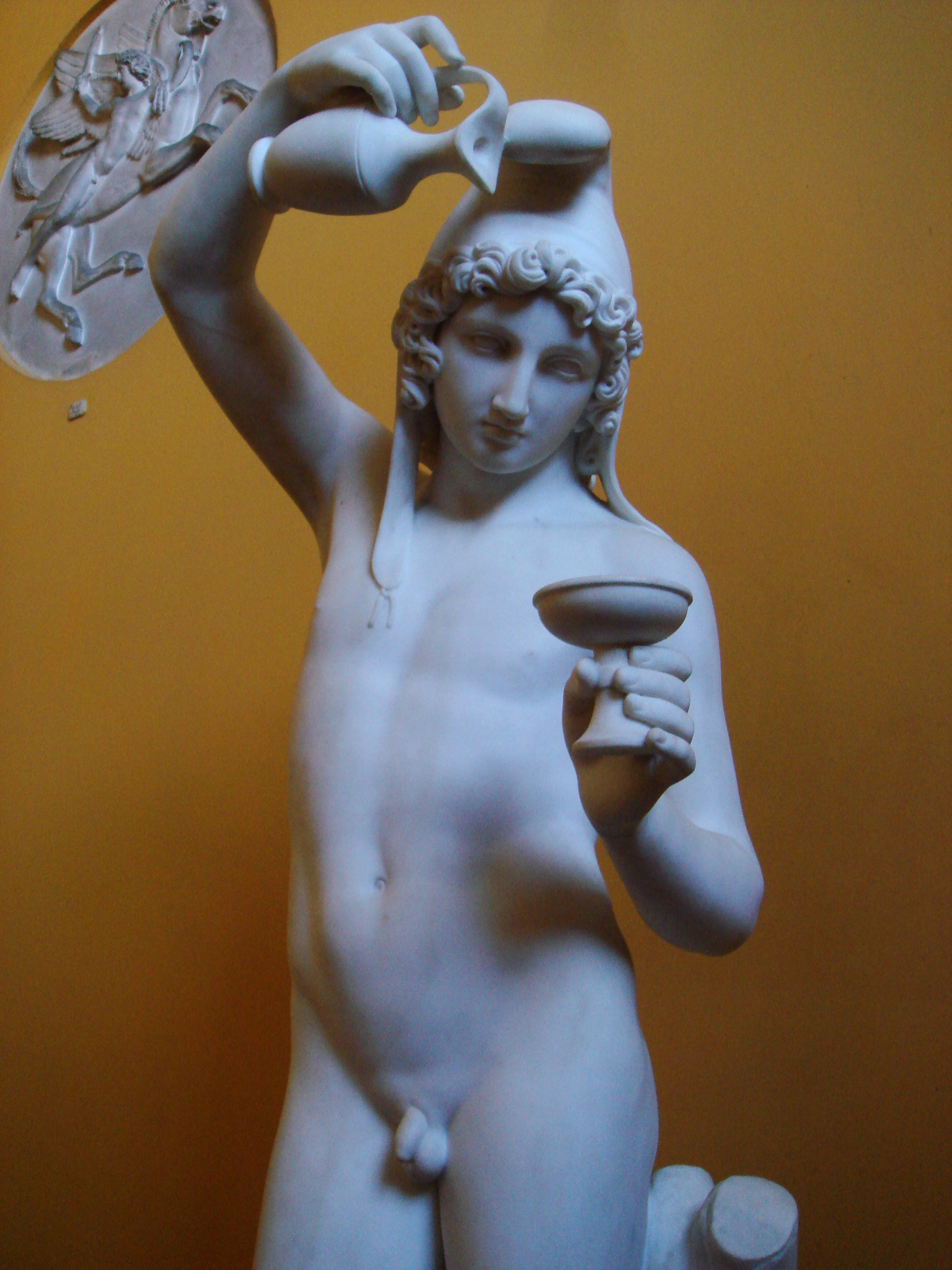
Ganimedes vertiendo una copa de néctar, por Bertel Thorvaldsen.

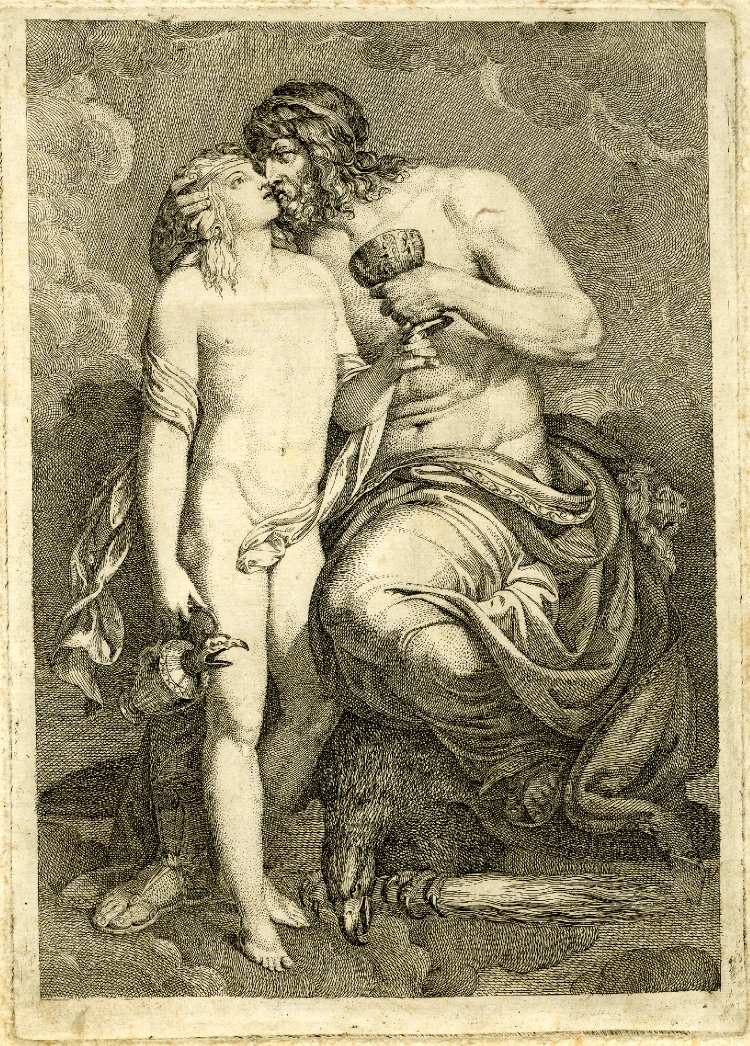
Zeus besando a Ganimedes por Wilhelm Böttner, c. 1780.

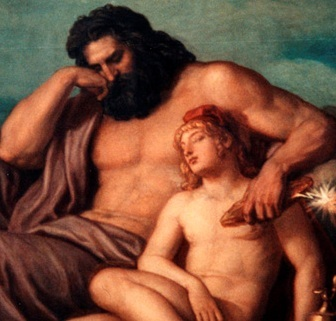
El robo del fuego (detalle), por Christian Griepenkerl, 1878.

Sobre la etimología de su nombre, Robert Graves propone en Los mitos griegos lo siguiente: ganuesthai + medea («regocijándose en la virilidad»).

## Mito

### Familia
Ganimedes era hijo del rey Tros, que dio su nombre a Troya. Su madre era Calírroe, hija del Escamandro o bien Acaláride, hija de Eumedes. Otros autores dicen que el padre de Ganimedes era Laomedonte o bien Ilo. Otras versiones tardías a veces se refieren al padre de Ganimedes como Dárdano, Erictonio o Asáraco. Esto se debe a una confusión entre personajes de la misma familia.

### El rapto de Ganimedes
Ganimedes fue raptado por Zeus en el monte Ida de Frigia, lugar que alberga más de una leyenda sobre la historia mítica de Troya. Ganimedes pasaba allí el tiempo cazando veloces ciervos o haciendo de pastor y cuidando rebaños de ovejas, junto con sus amigos y tutores. Zeus lo vio, se enamoró de él casi instantáneamente, y envió un águila o se transformó él mismo en una para secuestrarlo y llevarlo al monte Olimpo.
Otros dicen que Tántalo, llamado rey de los frigios, raptó al efebo Ganimedes para disfrutar del muchacho y por eso le declaró la guerra Tros, padre de Ganimedes. Se dice que Tántalo dispuso Ganimedes para el placer de Zeus. Otros dicen que Minos fue el amante y raptor de Ganimedes o bien la responsable fue Eos.

### Ascenso al Olimpo
En verdad al rubio Ganimedes lo raptó el prudente Zeus, que la amaba, por su belleza, para que viviera entre los inmortales, y en la morada de Zeus sirviera de escanciador a los dioses, honrado entre todos los inmortales al verter de la áurea crátera el rojo néctar. A veces se dice que Ganimedes sustituyó a Hebe como copero de los dioses pero este episodio no es descrito en ninguna fuente. De hecho Cicerón dice que tanto Hebe como Ganimedes servían como coperos de los dioses, dispensando néctar y ambosía en los banquetes. Zeus, además, para conmemorar la hazaña, catasterizó al efebo entre las estrellas como el Aguador; se dice que cerca del mismo se encuentra el Águila, rememorando el momento del rapto.
Todos los dioses se llenaron de gozo al ver la belleza del joven, salvo Hera, la esposa de Zeus. En la Eneida se dice que esta se enteró de que alguien de la raza troyana algún día derrocaría a los alcázares de su predilecta Cartago. En conscuencia maldijo a los troyanos por el juicio de Paris, odiando la estirpe troyana y menospreciando el honor dispensado a Ganimedes
Del ánimo de Tros, el padre de Ganimedes, se adueñó un insufrible dolor, y no sabía adónde le había arrebatado a su hijo la tempestad, así que lo lloraba sin cesar día tras día. Zeus se apiadó de él y le dio, como recompensa por su hijo, corceles de trote vivo, de los que llevan a los inmortales. Se los dio, pues, como regalo para que los conservara. Mas quien se lo reveló todo, por mandato de Zeus, fue el mensajero Hermes: cómo Ganimedes sería inmortal y desconocedor de la vejez por igual a los dioses. Así que cuando por fin Tros este oyó las nuevas de Zeus, ya no lloraba más, sino que alegró en sus entrañas y gozoso se dejaba llevar por los corceles cuyas pezuñas eran rápidas como torbellinos.  El tema del padre se repite en muchos de los primeros mitos griegos de amor entre hombres, sugiriendo que las relaciones homosexuales simbolizadas por estas historias tenían lugar con el consentimiento del padre.

### Interpretaciones griegas
Ganimedes era de origen troyano y no griego, lo que le identifica como parte del nivel más antiguo de la mitología egea prehelénica. El filósofo Platón (427-347 a. C.) opinaba que el mito de Ganimedes había sido inventado por los cretenses ―la Creta minoica era un centro de poder de la cultura prehelénica― para justificar sus inclinaciones homosexuales. Los himnos homéricos no se preocupaban por el aspecto erótico del rapto de Ganimedes, pero es ciertamente en un contexto erótico en el que la diosa se refiere a la rubia belleza del troyano, mencionando el amor de Zeus por el muchacho como parte de su atracción por el troyano Anquises.

### Interpretaciones romanas
El poeta romano Ovidio añade vívidos detalles y veladas ironías dirigidas contra los críticos del amor entre hombres: tutores maduros esforzándose por recuperarlo y los perros de Ganimedes ladrando inútilmente al cielo. En la Tebaida se describe una copa labrada con una iconografía del mito de Ganimedes: «Aquí el cazador frigio es llevado por el aire sobre alas leonadas, la cordillera de Gárgara se hunde a medida que asciende, y Troya se desvanece bajo él; tristes quedan sus camaradas; en vano los perros cansan sus gargantas ladrando, persiguen su sobre o aúllan a las nubes».

### Versión alternativa
En una posible versión alternativa, la titánide Eos, diosa del amanecer y experta en belleza masculina, secuestró a Ganimedes junto con su hermano Titono, su más recordado esposo, a quien le fue concedida la inmortalidad, pero no la eterna juventud. De hecho Titono vivió para siempre pero se hizo más y más anciano, en lo que es un ejemplo clásico del elemento mitológico de la bendición con trampa. Al igual que Ganimedes, Titono se sitúa en el linaje de los dardánidas a través de Tros, un epónimo de Troya. Robert Graves interpretaba la sustitución de Ganimedes por Titono en unas pocas referencias al mito como malinterpretaciones de un icono arcaico que habría mostrado al consorte de la diosa alada llevando un libatorio en su mano.

## Influencia posterior
En la Antigua Roma, el objeto pasivo de deseo homosexual de un hombre era un catamitus. La palabra es una corrupción del griego ganymedes, pero no tiene connotaciones mitológicas en latín. Cuando Ovidio esboza el mito brevemente, Ganimedes conserva su familiar nombre griego.
En la poesía, Ganimedes es un símbolo del joven idealmente bello y también del amor homosexual, a veces en contraste con Helena de Troya en el papel de símbolo del amor hacia las mujeres.
El principal satélite del planeta Júpiter fue bautizado Ganimedes en honor al mito de Zeus y Ganimedes, puesto que el equivalente romano de Zeus es Júpiter.

## Ganimedes en el arte

### Arte antiguo
En Atenas, los pintores de vasijas representaban a menudo la historia mítica, que resultaba muy apropiada para los simposios o banquetes formales exclusivamente masculinos. El mito de Ganimedes era tratado en términos contemporáneos reconocibles, ilustrado con el comportamiento habitual en los rituales de cortejo homosexuales. En una crátera ática pintada en rojo conservada en el museo del Louvre, Zeus persigue a Ganimedes en un lado, mientras en el otro el joven huye, haciendo rodar un aro mientras sujeta en alto un gallo cantando (presumiblemente un regalo de cortejo hecho por Zeus). En una vasija del «pinto de Aquiles» Ganimedes también huye con un gallo. Suele representarse a Ganimedes bien desarrollado, joven y musculoso, aunque practicando actividades incongruentemente infantiles (como rodar un aro calle abajo).
Leocares (sobre 350 a. C.), un escultor ateniense que trabajó con Escopas en el mausoleo de Halicarnaso moldeó un grupo en bronce de Ganimedes y el águila, una obra extraordinaria por su ingeniosa composición, que se aventura audazmente en el borde de lo permitido por las leyes de la escultura, y también por su encantador tratamiento del joven volando por el aire. Esta escultura es aparentemente imitada por un conocido grupo en mármol del Vaticano, a mitad de la escala natural. Tales proezas helenísticas desafiando la gravedad influyeron en las artes del Barroco.
Una de las estatuas de Sperlonga representa el rapto de Ganimedes.

### Renacimiento y Barroco
En la obra de William Shakespeare Como gustéis (1599) ―una comedia de equívocos ambientada en el mágico Bosque de Arden― Celia, vestida de pastora, se convierte en Aliena («forastera») y Rosalinda, al ser «de una estatura más alta que la general», se disfraza de muchacho, Ganimedes, una imagen conocida para el público. Rosalinda se aprovecha de su encanto ambiguo para seducir a Orlando, pero también (involuntariamente) Febe. De esta forma por las convenciones del teatro isabelino en su concepción original el joven que interpretaba a Rosalinda se vestía como un muchacho y era entonces cortejado por otro chico que interpretaba a Febe.
Cuando el pintor y arquitecto Baldassarre Peruzzi incluyó un panel de El rapto de Ganimedes en un techo de la Villa Farnesina en Roma (circa 1509-1514), el largo pelo rubio y pose de niña de Ganimedes le hacen inidentificable a primera vista, aunque sujeta el ala del águila sin resistencia. En la versión de Correggio (1439-1534) en Viena el agarre de Ganimedes es más íntimo. La versión de Rubens retrata un joven muchacho del campo totalmente desarrollado. Pero cuando Rembrandt pinta el Rapto de Ganimedes para un mecenas calvinista neerlandés en 1635, los matices eróticos clásicos sufren un giro mordaz: la oscura águila lleva en volandas un regordete bebé querubín que llora y se orina de miedo (Galería de Pinturas de Dresde). Esto es una formulación pictográfica de la antigua condena de los pederastas que explotan a los niños pequeños.
El poeta español Juan de Arguijo escribió en 1605 un poema titulado Júpiter a Ganimedes, y Luis de Góngora utiliza el mito de Ganimedes en Las Soledades y en su famoso soneto La dulce boca que a gustar convida....
Wilhelm Vollmer ilustraba el artículo «Ganimedes» de su Wörterbuch der Mythologie aller Völker (Stuttgart, 1874) con un grabado de un «relieve romano» que mostraba a un Zeus sentado y barbudo que sostenía la copa a un lado para poder abrazar a un desnudo Ganimedes. Sin embargo, dicho grabado no era más que una copia del fresco romano falsificado por Anton Raphael Mengs, como broma para el crítico de arte del siglo XVIII Johann Winckelmann, quien estaba desesperándose en su búsqueda de antigüedades homoeróticas griegas y romanas. Esta historia es referida muy brevemente por Goethe en su Italienische Reise.

### SigloXIX
Franz Schubert puso música en 1817 a un poema de Goethe titulado Ganymed, que publicó en su Opus 19, n.º 3 (D. 544).
En el siglo XIX el soltero duque de Devonshire añadió a su galería de esculturas en Chatsworth la pieza neoclásica de Adamo Tadolini Ganimedes y el Águila, en la que un Ganimedes exuberantemente recostado, abrazado por un ala, se dispone a intercambiar un beso con el águila. La delicada copa de su mano está hecha de bronce dorado, dando una inquietante inmediatez y realismo al grupo en mármol blanco.
El artista danés Bertel Thorvaldsen esculpió en 1817 una escultura dedicada a la escena de Ganimedes y el águila.
En 1892, Jacinto Benavente publicó su libro Teatro fantástico, compendio de obras breves entre las que destaca Cuento de primavera, que cuenta a Ganimedes entre sus personajes.

### SigloXX
A principios del siglo XX, el clásico tema del rapto de Ganimedes por Zeus fue puesto al servicio de las empresas comerciales. Basándose en una litografía de 1892 de F. Kirchbach, la fábrica de cerveza de Anheuser-Busch lanzó en 1904 una campaña publicitaria ensalzando las bondades de la cerveza Budweiser. Hasta principios de los años 1990 se editaron coleccionables sobre el grafismo del póster.